# Elliston (Virginie)
Elliston est une census-designated place située dans le comté de Montgomery, dans l’État de Virginie, aux États-Unis. Lors du recensement de 2020, elle comptait 855 habitants.